# Paraentelodon intermedium
Paraentelodon intermedium es un especie extinta de mamífero artiodáctilo de la familia Entelodontidae que vivió en China, Georgia, Kazajistán y Pakistán durante el Oligoceno y el Mioceno. Pertenece al género Paraentelodon. Posiblemente fue el entelodóntido más grande que existió (incluso, pudo ser más grande que su primo norteamericano, Daeodon shoshonensis) y como todos los otros entelodontes, se cree que fueron omnívoros, ya que pudieron consumir tubérculos y raíces con ayuda de su grande y fuerte hocico.

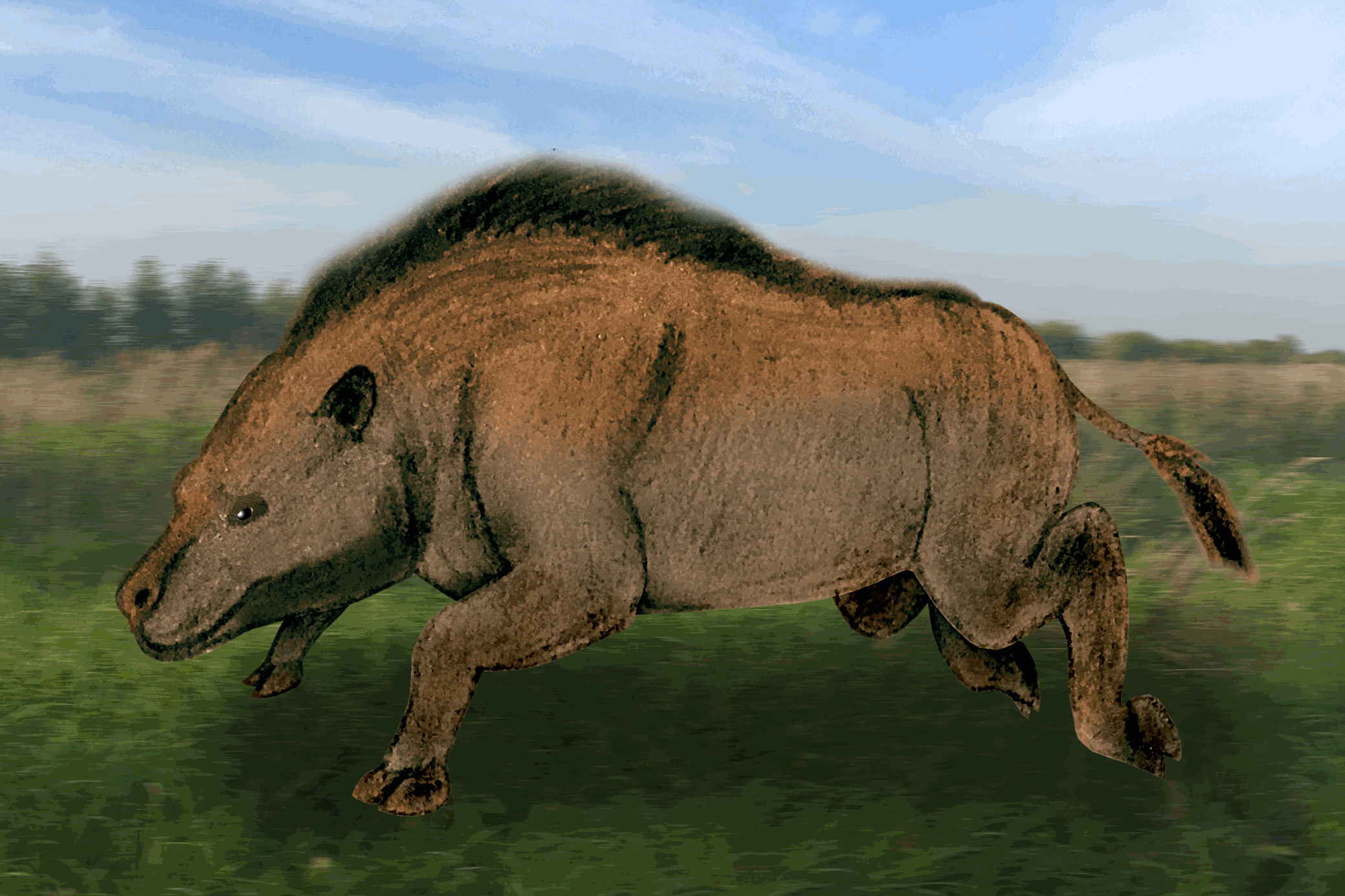
Paraentelodon intermedium

## En la cultura popular
Un "entelodonte gigante" aparece en el tercer episodio de la serie de la BBC Walking with Beasts. Es posible que este animal sea Paraentelodon ya que las características dadas en el documental, se ajustan más a este género.